# Urs Hugentobler
Urs Hugentobler (* 1959) ist ein Schweizer Astronom und Geophysiker. Er ist Professor für Satellitengeodäsie an der Technischen Universität München.

## Leben
Urs Hugentobler studierte an der Universität Bern bis 1989 Theoretische Physik und promovierte nach acht Jahren als wissenschaftlicher Mitarbeiter am Astronomischen Institut der Berner Universität im Jahr 1997 in Astronomie. Anschliessend war er für zwei Jahre in der Forschung der Europäischen Weltraumorganisation tätig, bis er 1999 am Astronomischen Institut der Universität Bern die Leitung der GPS-Forschungsgruppe und des Center for Orbit Determination in Europe übertragen bekam. Im Jahr 2006 folgte der Ruf an die Technische Universität München, wo er seitdem Leiter des Fachgebiets Satellitengeodäsie und der zugehörigen Forschungseinrichtung ist.
Der Forschungsschwerpunkt Hugentoblers ist die präzise geodätische Anwendung von globalen Navigationssatellitensystemen, insbesondere GPS und Galileo. Des Weiteren hat er die Aufgabe, den Betrieb des Geodätischen Observatoriums Wettzell zusammen mit dem Bundesamt für Kartographie und Geodäsie wissenschaftlich zu begleiten.
Hugentobler ist Mitglied der Deutschen Geodätischen Kommission.

## Schriften (Auswahl)
- Astrometry and Satellite Orbits: Theoretical Considerations and Typical Applications. Inaugural-Dissertation der Philosophisch-Naturwissenschaftlichen Fakultät der Universität Bern. Druckerei der Universität Bern, 1997 (englisch).
- Mit P. Steigenberger, M. Seitz, S. Böckmann, V. Tesmer: Precision and accuracy of GPS-derived station displacements. In: Physics and Chemistry of the Earth. 2010 (englisch).